# اندیس بوکسیت شیرین آباد
بوکسیت شیرین آباد یک اندیس غیرفلزی است که در حوالی شهر علی آباد استان گلستان قرار دارد و مادهٔ معدنی موجود در آن، بوکسیت است.سنگ میزبان این اندیس شیل های رسی و رس بوکسیتی است و دیرینگی آن به دوران پرمین می‌رسد. 